# 歐文 (密西西比州)
歐文（英語：Erwin）是位於美國密西西比州華盛頓縣的非建制地區。

## 歷史
歐文的郵局於1886年設立，其後於1942年停運。

## 地理
歐文所處的海拔為高於海平面35米（即115英呎），而該地所採用的時區為UTC-6，即北美中部時區（CST）。同時該地設有夏令時間，為UTC-6調快一小時，即UTC-5（CDT）。